# Formuladeildin 2024
La Formuladeildin 2024 è stata l'82ª edizione del Campionato faroense di calcio, iniziata il 9 marzo 2024 e terminata il 26 ottobre 2024.
Il KÍ Klaksvík è la squadra campione in carica. Il Víkingur Gøta ha vinto il campionato, per la terza volta nella sua storia.

## Stagione

### Novità
Dalla stagione precedente sono stati retrocessi AB Argir e TB Tvøroyri, ultimi due classificati del campionato. Al loro posto dalla 1. deild sono stati promossi Skála ÍF e NSÍ Runavík, prime due classificate del campionato.

### Formula
Le 10 squadre partecipanti giocano un girone con gare di andata, ritorno e nuovamente andata, per un totale di 27 giornate. Al termine della stagione regolare, la prima classificata è campione delle Fær Øer e ottiene la qualificazione per la UEFA Champions League 2025-2026, mentre seconda e terza classificata si qualificano alla UEFA Conference League 2025-2026, insieme con la vincitrice della Coppa delle Fær Øer. Le ultime due classificate sono invece retrocesse in 1. deild.

## Squadre partecipanti
| Club            | Città        | Stadio            | Stagione precedente    |
| --------------- | ------------ | ----------------- | ---------------------- |
| B36 Tórshavn    | Tórshavn     | Stadio Gundadalur | 4° in Formuladeildin   |
| B68 Toftir      | Toftir       | Svangaskarð       | 7° in Formuladeildin   |
| EB/Streymur     | Eiði         | Við Margáir       | 6° in Formuladeildin   |
| HB Tórshavn     | Tórshavn     | Stadio Gundadalur | 3° in Formuladeildin   |
| ÍF Fuglafjørður | Fuglafjørður | Í Fløtugerði      | 8° in Formuladeildin   |
| KÍ Klaksvík     | Klaksvík     | Við Djúpumýrar    | Campione delle Fær Øer |
| NSÍ Runavík     | Runavík      | Við Løkin         | 2° in 1. deild         |
| Skála ÍF        | Skála        | Undir Mýruhjalla  | 1° in 1. deild         |
| Víkingur Gøta   | Norðragøta   | Serpugerði        | 2° in Formuladeildin   |
| 07 Vestur       | Vágar        | á Dungasandi      | 5° in Formuladeildin   |

## Classifica finale
|                    | Pos. | Squadra         | Pt | G  | V  | N | P  | GF | GS | DR  |
| ------------------ | ---- | --------------- | -- | -- | -- | - | -- | -- | -- | --- |
| Fær Øer (bandiera) | 1.   | Víkingur Gøta   | 73 | 27 | 24 | 1 | 2  | 79 | 14 | +65 |
|                    | 2.   | KÍ Klaksvík     | 67 | 27 | 22 | 1 | 4  | 58 | 24 | +34 |
|                    | 3.   | HB Tórshavn     | 59 | 27 | 19 | 2 | 6  | 55 | 23 | +32 |
|                    | 4.   | NSÍ Runavík     | 42 | 27 | 13 | 3 | 11 | 54 | 43 | +11 |
|                    | 5.   | B36 Tórshavn    | 41 | 27 | 11 | 8 | 8  | 56 | 42 | +14 |
|                    | 6.   | 07 Vestur       | 30 | 27 | 9  | 3 | 15 | 34 | 60 | -26 |
|                    | 7.   | EB/Streymur     | 28 | 27 | 9  | 1 | 17 | 35 | 49 | -14 |
|                    | 8.   | B68 Toftir      | 21 | 27 | 5  | 6 | 16 | 23 | 48 | -25 |
|                    | 9.   | Skála ÍF        | 20 | 27 | 5  | 5 | 17 | 27 | 57 | -30 |
|                    | 10.  | ÍF Fuglafjørður | 7  | 27 | 1  | 4 | 22 | 24 | 85 | -61 |

Legenda:
      Campione delle Isole Fær Øer e ammessa alla UEFA Champions League 2025-2026
      Ammesse alla UEFA Europa Conference League 2025-2026
      Retrocesse in 1. deild 2025
Regolamento:
Tre punti a vittoria, uno a pareggio, zero a sconfitta.